# Oligoryzomys nigripes
Oligoryzomys nigripes is een zoogdier uit de familie van de Cricetidae. De wetenschappelijke naam van de soort werd voor het eerst geldig gepubliceerd door Olfers in 1818.

## Voorkomen
De soort komt voor in Brazilië, Paraguay, Uruguay en Argentinië.